# Jotunheim Valley
Das Jotunheim Valley ist ein hoch gelegenes und größtenteils eisfreies Tal im ostantarktischen Viktorialand. In der Asgard Range liegt es östlich des Wolak Peak und des Utgard Peak. An seinem Kopfende ragt der Saint Pauls Mountain auf.
Das New Zealand Antarctic Place-Names Committee benannte das Tal 1982 orthographisch inkorrekt nach dem Jötunheim, der „Welt der Riesen“ aus der nordischen Mythologie.